# Енді Стюарт
Енді (Ендрю) Стюарт (30 грудня 1933 — 11 жовтня 1993) — шотландський співак, комедіант, автор пісень, який ще при житті став одним із символів шотландського духу та традицій.
За своє порівняно недовге життя Енді встиг випустити 15 синглів і понад двадцять п'ять оригінальних альбомів і стати відомим співаком та автором пісень, здійснивши свій вплив на прийдешнє покоління молодих шотландців.
Його три синґли «Come in-Come in», «Donald Where's Your Troosers?», «A Scottish Soldier» досягли статусу міжнародних, а останній з них досягнув першої позначки у чартах Канади, Нової Зеландії і Австралії, також сингл провів 36 тижнів у UK Singles Chart і був у топовій п'ятдесятці в США у 1961 році.
Значний вплив на Енді і на його пісні справив Елвіс Преслі.
У 1957 році у нього народився син — Еван Стюарт, відомий актор, мешкає у Лондоні і працює у театрі та кіно.
У 1993 році перенісши близько десяти складних операцій на шлункові, Енді таки помирає у віці 59 років.

## Дискографія
Альбоми
- «A Scottish Soldier» (1961) (EMI)
- «Andy Stewart» (1961) (EMI)
- «Andy Sings Songs of Scotland» (1963) (EMI)
- «Andy the Rhymer» Comedy Verse (1963) (EMI)
- «Tunes of Glory» (date unknown) (EMI)
- «I'm Of To Bonnie Scotland» (date unknown) (EMI)
- «Campbeltown Loch» (1965) (EMI)
- «The Best of Andy Stewart» (1967) (EMI)
- «Andy Stewart and his Friends of The White Heather Club» (1967) (EMI)
- «Andy Stewart On Stage» Live from Canada (August 1967) (EMI)
- «I Love To Wear The Kilt» (1969) (EMI)
- «Andy Stewart Sings Harry Lauder» (1969) (EMI)
- «My Hameland» (1970) (EMI Music for Pleasure)
- «Here's Tae You!» (1971) (EMI)
- «Andy Stewart Invites You to Scotch Corner» (based on the television series) (1973) (EMI)
- «Andy Stewart in South Africa — White Heather Concert» (1973) (EMI)
- «The Very Best of Andy Stewart» (compilation) (1975) (EMI)
- «Brand New From Andy» (with Jimmy Blue and his Band) (1975) (PYE)
- «Country Boy» (with Anne Williamson)(1976)
- «Andy's Hogmanay Party» Live Album (1977) (PYE)
- «Andy Stewart's Greatest Hits» (with Jimmy Blue and his Band) (1977) (PYE)
- «Scotland is Andy Stewart» (1978) (EMERALD)
- «Sing A Song Of Scotland» Double Album (1979) (Warwick Records)
- «For Auld Lang Syne» (1980) (EMERALD)
- «Come In, Come In» (1983) (LISMOR)
- «Back to the Bothy» (1987) (LISMOR)
- «Andy Stewart's Scotland» (1992) (Scotdisc)
- «Andy's Party» Live Album Recorded in the Beach Ballroom, Aberdeen (1993) (Scotdisc)
- «20 Scottish Favourites» (compilation) (1993/re-issue: 2001) (EMI)
- «Andy Stewart, Forever In Song» (Compilation)
- «My Homeland» (70's and 80's compilation)
- «Andy Stewart Scottish Songs» (2010) (Compilation of early material)

Сингли
- «Donald Where's Your Troosers?» (1961) (EMI Top Rank)
- «A Scottish Soldier» (1961)
- "«Campbeltown Loch»
- «The Muckin' O' Geordie's Byre»
- «The Road to Dundee»
- «The Battle's O'er»
- «I've Never Kissed A Bonnie Lass Before»
- «Soldier Boy»
- «Barren Rocks Of Aden»
- «Take Me Back»
- «Tunes Of Glory»
- «Dr. Finlay» (1965)
- «The Gallant Forty-Twa» (1968)
- «Rainbows Are Back In Style» (1969)
- «Farewell My Love» (1972)

DVD
- «Andy Stewarts Scotland» (1992)
- «Andy's Party» (1993)
- "Andy Stewart and the Scots Dragoon Guards.